# Licca-chan
Licca-chan (jap. リカちゃん, Rika-chan, vollständiger Name Licca Kayama (jap. 香山リカ, Kayama Rika)) ist eine Spielzeugpuppe der japanischen Firma Takara Tomy und gehört zu den Spielzeugklassikern in Japan. Bis 2017 überstiegen die Verkaufszahlen 60 Millionen Puppen.
Die Puppen können an- und ausgezogen werden und sind beweglich. Durch unzähliges Zubehör können Kinder Alltagssituationen ganz nach ihrem Belieben nachspielen.
Sie wird nicht nur als Puppenspielzeug verwendet, sondern sie dient auch als Werbefigur. Im Dezember 2016 fand die Veranstaltung „Licca ～ Symbol of Kawaii“ in Paris statt. 2017 war sie gemeinsam mit Kumamon (jap. くまモン) japanischer Tourismusbotschafter für Frankreich. Im März 2016 spielte sie in der japanischen Version von Ariana Grandes Musikvideo „Focus“ mit. Für Mai 2021 plant Takara-Tomy den Verkauf von Licca-chan-Puppen mit den Kostümen von Tanjiro Kamado (jap. 竈門 炭治郎) und Nezuko Kamado (jap. 竈門 禰󠄀豆子), die Charaktere der Manga-Serie Demon Slayer (jap. 鬼滅の刃, Kimetsu no Yaiba) sind.[veraltet]

## Produktentwicklung
Die Licca-chan-Puppe wurde 1967 in Japan erfunden. Die Ausführungen haben sich im Laufe der Zeit verändert. Die derzeitige Puppe bildet die 4. Generation und wird seit 1987 verkauft. Licca-chan, ihre Familie und ihre Freunde haben sich von Generation zu Generation weiterentwickelt und spiegeln die Mode der Zeit wider. In ihnen zeigen sich Mode, Karriere und Familienleben der jeweiligen Zeit.
Das deutsche Unternehmen Steiff brachte im Jahr 2002 den ersten Licca-Teddybären heraus. Dies geschah, um den 35. Geburtstag der Licca-chan und den 100. Geburtstag des Steiff-Teddybären zu feiern. 2007 wurde der zweite Licca-Teddybär entworfen, um ihren 40. Geburtstag zu feiern. Die Puppe hat ein Puppenhaus und drei Volkstrachten aus Frankreich, Deutschland und den Niederlanden.

## Übersicht
- Name: Licca Kayama
- Geburtstag: 3. Mai
- Alter: 11 Jahre (5. Klasse Grundschule)
- Sternbild: Stier
- Größe: 142 cm
- Körpergewicht: 34 kg
- Charakter: Heiter, aber manchmal in Eile
- Lieblingsfarben: Weiß und Rosa
- Lieblingsblume: Rote Rose
- Hobby: Süßigkeiten machen[4]

## Familie
- Vater: Pierre Kayama (Franzose, Musiker, 36 Jahre alt, Geburtstag: 8. August)
- Mutter: Orie Kayama (Japanerin, Modedesignerin, 33 Jahre alt, Geburtstag: 7. Juli)
- Zwillingsschwestern: Miki und Maki Kayama (4 Jahre alt, Geburtstag: 12. Juni)
- Drillinge: Kako, Miku und Gen Kayama (1 Jahr alt, Geburtstag: 3. März)
- Großmutter: Yoko Kayama (Japanerin, 56 Jahre alt, Geburtstag: 10. Oktober)
- Haustiere: Pee-chan (Sittich), Pudding (Hund), Lemon (Hund), Lime (Hund)[5]